# Palazzo Ducale (Sassari)
Le Palazzo Ducale est un des palais historiques de la ville de Sassari en Sardaigne.
Aujourd'hui, il est le siège de l'administration municipale.

## Histoire
Commandé en 1775 par Don Antonio Manca, duc de Vallombrosa, les travaux sont conclus un an après la mort de ce dernier en 1805. Il est, alors, occupé par son neveu Vincenzo, duc de l'Asinara. Depuis le début du XXe siècle, le palazzo Ducale abrite la mairie.

## Description
Construit en pierre calcaire, il se présente avec une structure architectonique d'inspiration piémontaise.
La façade se développe sur trois étages séparés par des lésènes et subdivisés par des bandeaux  le long desquels s'alignent des fenêtres de diverses typologies : celles de l'entre-sol sont liées, par de simples bandes, à l'étage surélevé et, les fenêtres du piano nobile sont surmontées de  tympans triangulaires et de forme en demi-lune, alors que les ouvertures du dernier étage se caractérisent par des encadrements de style rococo. Le haut de l'édifice est couronné par une balustrade. Le balcon central est un ouvrage ajouté par l'administration communale en 1908.

## Fouilles archéologiques
En 1995, lors d'une intervention de restauration sous le plancher du rez-de-chaussée de l'entrée du palais, il est découvert des pièces souterraines préexistantes à la construction de l'édifice réalisé entre le XVIIIe siècle et le XIXe siècle.
Les fouilles archéologiques, qui s'ensuivent, permettent la mise au jour de six caves (avec des traces d'origine de voûtes en berceau) dotées de puits et citernes.

## Sources
- (it) Site de la ville de Sassari

- (it) Cet article est partiellement ou en totalité issu de l’article de Wikipédia en italien intitulé « Palazzo Ducale (Sassari) » (voir la liste des auteurs).